# Le Comptoir
Pour plus de détails, voir Fiche technique et Distribution.
Le Comptoir est un film français réalisé par Sophie Tatischeff sorti en 1998.

## Synopsis
Les aventures de deux nouvelles propriétaires d'un bistro rural.

## Fiche technique
- Titre : Le Comptoir
- Réalisation : Sophie Tatischeff
- Scénario : Sophie Tatischeff, Patrick Dewolf et Olivier Douyère
- Dialogues : Olivier Douyère
- Photographie : Jean-Claude Larrieu
- Musique : Xavier Delisle
- Son : Ricardo Castro
- Décors : Beto Mainieri
- Costumes : Caroline de Vivaise
- Montage : Florence Bon
- Pays d'origine :  France
- Durée : 96 minutes
- Date de sortie : 
  -  France : 9 septembre 1998

## Distribution
- Mireille Perrier : Marie.
- Maurane : Joëlle.
- Christophe Odent : Jean.
- Jacques Penot : Yvon.
- Isabelle Habiague : Catherine.
- Michel Laprise : le Québécois.
- Francis Lax : le notaire.
- Philippe Aizizeau : l'instituteur.
- Thierry Barbet : Michel.
- Loïc Baylacq : Loïc.
- Jean-Louis Beauvieux : le père de Marie.
- Bernard Binet : le marin pêcheur.
- Jean-Paul Briand : Hervé.
- Joël Cudennec : Joël.
- Guillaume de Tonquédec : Paul.
- Luc-Antoine Diquéro : Riton.
- Thierry Loève : le père de Jean.
- Laura Steffen : figurant 1.
- Margot Steffen : figurant 2.
- Esther Lafon : figurant 3 (la mère du marié).

## Tournage
Le film est tourné à Guimaëc, près de Morlaix dans le Finistère, et à Trédrez-Locquémeau, dans les Côtes-d'Armor.